# Jisaburo Ohwi
Jisaburo Ohwi, född den 18 september 1905, död den 22 februari 1977, var en japansk botaniker som var verksam vid Kyoto universitet. 
Auktorsnamnet Ohwi kan användas för Jisaburo Ohwi i samband med ett vetenskapligt namn inom botaniken; se Wikipediaartiklar som länkar till auktorsnamnet.

## Arter uppkallade efter Jisaburo Ohwi
- Carex ohwii
- Cyperus ohwii
- Clerodendrum ohwii
- Isodon × ohwii
- Rabdosia × ohwii
- Medinilla ohwii
- Epipactis ohwii
- Lecanorchis ohwii
- Oreorchis ohwii
- Panicum ohwii
- Sasa ohwii
- Prunus ohwii
- Ophiopogon ohwii
- Saxifraga ohwii